# Wallace Fox
Wallace Fox (9 de março de 1895 – 30 de junho de 1958) foi um diretor de cinema norte-americano. Ele dirigiu 84 filmes entre 1927 e 1953. Ele nasceu em Purcell, Oklahoma e morreu em Hollywood, Califórnia.

## Filmografia selecionada
- Bowery Blitzkrieg (1941)
- The Corpse Vanishes (1942)
- Let's Get Tough! (1942)
- Bowery at Midnight (1942)
- 'Neath Brooklyn Bridge (1942)
- The Girl from Monterrey (1943)
- The Great Mike (1944)
- Brenda Starr, Reporter (1945)
- Docks of New York (1945)
- Pillow of Death (1945)
- The Vigilante (1947)
- The Gay Amigo (1949)